# Бест Брандентон (Флорида)
Бест Брандентон (енгл. West Bradenton) насељено је место без административног статуса у америчкој савезној држави Флорида.

## Демографија
По попису из 2010. године број становника је 4.192, што је 252 (-5,7%) становника мање него 2000. године.
| Група             | 2000.         | 2010.         |
| Белци             | 4.220 (95,0%) | 3.810 (90,9%) |
| Афроамериканци    | 23 (0,5%)     | 35 (0,8%)     |
| Азијати           | 41 (0,9%)     | 56 (1,3%)     |
| Хиспаноамериканци | 119 (2,7%)    | 198 (4,7%)    |
| Укупно            | 4.444         | 4.192         |